# Romerito
Julio César Romero Insfrán, meglio noto come Romerito (Luque, 28 agosto 1960), è un ex calciatore paraguaiano, di ruolo centrocampista.
Nel marzo del 2004 è stato inserito da Pelé all'interno del FIFA 100, la speciale classifica che include i migliori calciatori del mondo di tutti i tempi. Ha vinto il Pallone d'Oro sudamericano nel 1985.

## Carriera
Ha militato nello Sportivo Luqueño dal 1977 al 1979. Dal 1980 al 1983 è stato nella rosa dei New York Cosmos e dal 1984 al 1988 in quella della Fluminense, squadra brasiliana.
Trascorse la stagione 1988-1989 al Barcellona, per poi passare nella compagine messicana del Puebla e tornare successivamente in patria allo Sportivo Luqueño. Nel 1992 si trasferì all'Olimpia e dopo essere ritornato nuovamente allo Sportivo Luqueño, nel 1995 passò ai cileni del Deportes La Serena. Nello stesso anno tornò in patria al Cerro Corá e l'anno seguente ancora una volta allo Sportivo Luqueño, prima di concludere la sua carriera con il Resistencia ed il Cerro Corá.

## Palmarès

### Club

#### Competizioni statali
- Campionato Carioca: 2

Fluminense: 1984, 1985

#### Competizioni nazionali
- Campionato NASL: 2

New York Cosmos: 1980, 1982
- Eastern Division: 4

New York Cosmos: 1980, 1981, 1982, 1983
- Campionato brasiliano: 1

Fluminense: 1984
- Campionato messicano di calcio: 1

Puebla: 1989-1990
- Coppa del Messico: 1

Puebla: 1989-1990

#### Competizioni internazionali
- Coppa delle Coppe: 1

Barcellona: 1988-1989
- Recopa Sudamericana: 1

Olimpia: 1991

### Nazionale
- Coppa America: 1

1979

### Individuale
- Calciatore sudamericano dell'anno: 1

1985
- Equipo Ideal de América: 1

1986